# Estadio Alfonso Silva
El estadio Alfonso Silva es un campo propiedad del Ayuntamiento de Las Palmas de Gran Canaria donde se disputan innumerables encuentros del fútbol base grancanario cada fin de semana. Se encuentra situado en el barrio de La Feria, más concretamente en el barranco de La Ballena y forma parte del complejo deportivo con el mismo nombre de dicho barranco. 
Fue inaugurado en octubre de 2002. Cuenta con un gimnasio en sus instalaciones y el césped del campo es artificial. Su aforo es de aproximadamente de 3000 espectadores, puesto que no cuenta con asientos, si no con una grada de cemento. Las dimensiones del campo son de 110 × 66 m.
Este campo fue dedicado al exjugador del Atlético de Madrid y de la U. D. Las Palmas, Alfonso Silva Placeres.
- Datos: Q3733325
- Multimedia: Estadio Alfonso Silva / Q3733325